# Huub Duijn
Huub Duijn (Onderdijk, Países Bajos, 1 de septiembre de 1984) es un ciclista neerlandés que fue profesional entre 2006 y 2019.

## Trayectoria
Ganó la París-Tours sub-23 en 2006 con el equipo Rabobank Continental Team. Fue fichado por el conjunto Slipstream Chipotle donde estuvo entre 2007 y 2009. En 2010 recaló en las filas del NetApp y después se unió al Donckers Koffie-Jelly Belly en 2011.
Para el año 2019 fichó por el Roompot-Charles. Esa fue su último temporada como profesional ya que en noviembre anunció su retirada.
Una vez dejó de competir siguió ligado al ciclismo y de cara a 2022 se unió al equipo femenino del Team DSM como entrenador.

## Palmarés
2006
- 1 etapa del Triptyque des Monts et Châteaux
- 1 etapa del Triptyque des Barrages
- París-Tours sub-23

2017
- Rad am Ring